# David Sanders
David J. Sanders (* 19. Dezember 1950) ist ein britischer Politologe an der University of Essex. Nachdem Königin Elisabeth II. 2013 eine von zwölf Regius Professuren der University of Essex für das Fach Politologie stiftete, wurde Sanders 2014 als erster Professor zum Regius Professor of Political Science ernannt. 2017 wurde Sanders emeritiert und gab die Professur auf. Sein Nachfolger wurde der Norweger Kristian Skrede Gleditsch.

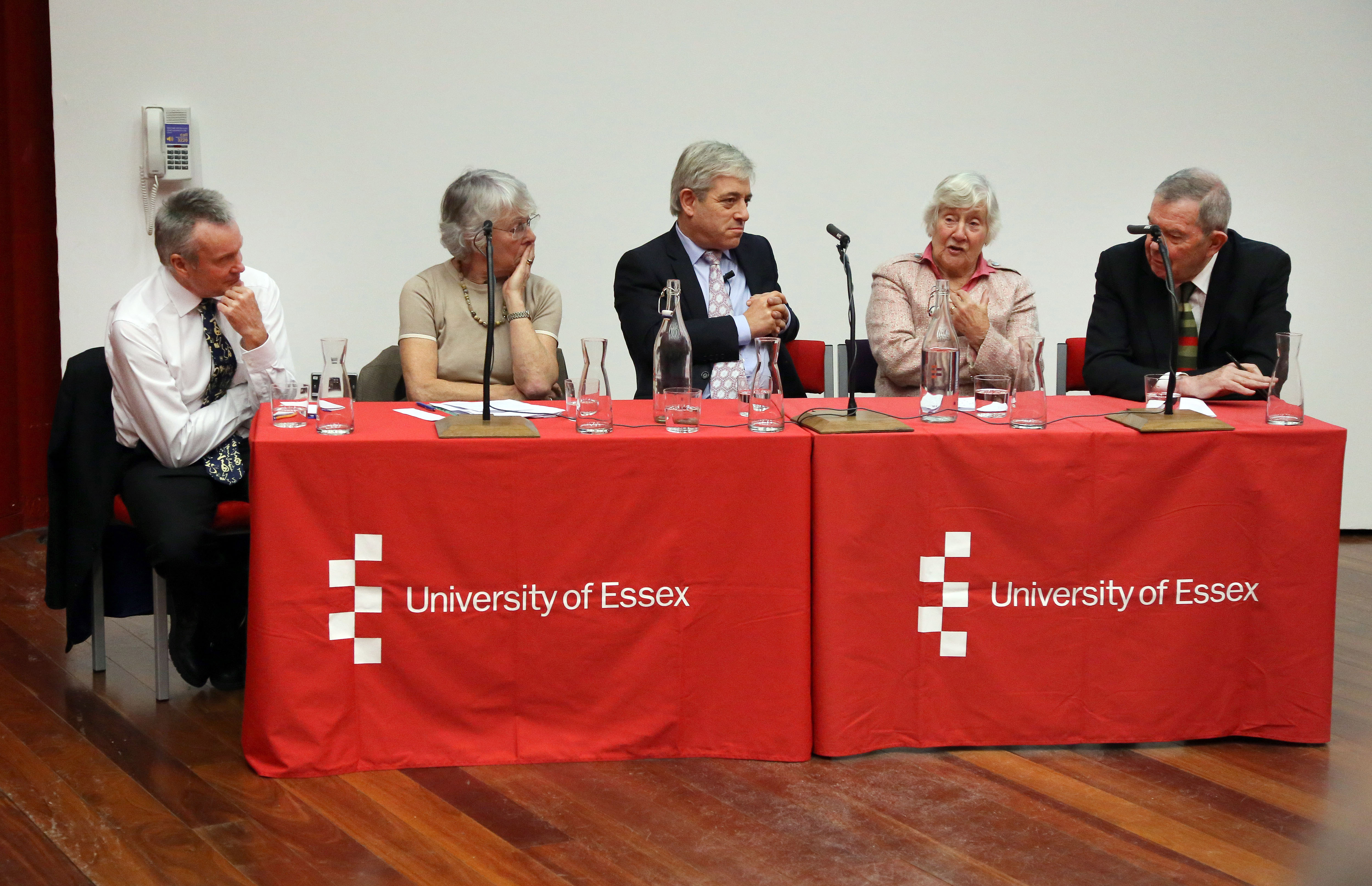
David Sanders, Baroness Williams of Crosby, John Bercow, Helen Wallace und Anthony King bei einer Podiumsdiskussion während der Einführungsvorlesung von D. Sanders (von links nach rechts).

## Leben
Nach einem Bachelor-Abschluss von der Loughborough University wechselte Sanders an die University of Essex, wo er erst mit M.A. abschloss und später auch sein Ph.D. verliehen bekam.
Im Januar 1975 übernahm er Vorlesungen für Politik an der Universität in der Abteilung Government (Regierung), ab 1989 als Senior Lecturer. 1993 erhielt er eine volle Professur an gleicher Stelle. Von 1990 bis 2008 war er Co-Redakteur von Großbritanniens renommiertestem Journal zur Politologie, dem British Journal of Political Science. 2005 wurde er zum Mitglied der British Academy gewählt.

## Forschungsinteressen
Studien an britischen Wahlen, politische Teilhabe, Wahlprognosen, Politik des öffentlichen Sektors im Vereinigten Königreich, Messen und Beurteilen der europäischen Bürgerschaft.

## Ehrungen
Sanders ist Fellow der British Academy und wurde 2012 mit einem Special Recognition Award der Political Studies Association ausgezeichnet.

## Bibliographie

### Bücher
- 1981: Patterns of Political Instability
- 1986: Lawmaking and Co-operation in International Politics
- 1990: Losing an Empire; Finding a Role: British Foreign Policy Since 1945
- 1998: On Message (Co-Autor)
- 2004: Political Choice in Britain (Co-Autor)
- 2009: Performance Politics (Co-Autor)
- 2013: Affluence, Austerity and Electoral Change in Britain
- 2013: The Political Integration of Ethnic Minorities in Britain

### Kapitel
- Authoritarian Populist Opinion in Europe in Authoritarian Populism and Liberal Democracy (pp.49-71)

### Artikel
- Does Mode Matter for Modeling Political Choice? Evidence from the 2005 British Election Study; Political Analysis, Vol. 15, Issue 3, pp. 257–285, 2007